# Lycodes brunneofasciatus
Lycodes brunneofasciatus és una espècie de peix de la família dels zoàrcids i de l'ordre dels perciformes.

## Morfologia
- Els mascles poden assolir 79 cm de longitud total i 3.300 g de pes.
- Nombre de vèrtebres: 101-109.
- La línia lateral és ventral.[4][5][6]

## Depredadors
A les Illes Kurils és depredat per Atheresthes evermanni.

## Hàbitat
És un peix marí, de clima temperat i demersal que viu entre 20-830 m de fondària.

## Distribució geogràfica
Es troba des de la mar d'Okhotsk fins a Kamtxatka.

## Observacions
És inofensiu per als humans.